# Mangghystaū Taūy
Mangghystaū Taūy är en bergskedja i Kazakstan. Den ligger i oblystet Mangghystau, i den västra delen av landet, 1 600 km sydväst om huvudstaden Astana.